# Heca w zoo
Heca w zoo (ang. Zookeeper) – amerykański film komediowy z 2011 roku w reżyserii Franka Coraci.

## Fabuła
Griffin Keyes (Kevin James) opiekuje się zwierzętami w Parku Franklina. Zwierzęta go uwielbiają, Griffin jest dumny ze swojej pracy, ale w życiu prywatnym nie wiedzie się mu najlepiej. Właśnie rozpadł się jego związek ze zwariowaną i samolubną Stephanie (Leslie Bibb), która uważała, że od życia należy się jej coś więcej, niż zwykły pracownik zoo.
Ze złamanym sercem Griffin dochodzi do wniosku, że jedynym sposobem na znalezienie nowej miłości będzie odejście z zoo i podjęcie bardziej efektownej i prestiżowej pracy. Jego decyzją wstrząśnięte są zwierzęta, uważające, że jest on najlepszym opiekunem, jakiego miały. W tej sytuacji, nie chcąc ryzykować jego utraty, zwierzęta decydują się złamać odwieczny kod milczenia i ujawnić swoją największą tajemnicę: one też potrafią mówić!
Dla zwierząt z zoo to bardzo ryzykowny krok, ale są pewne, że nie mają innego wyboru. Aby powstrzymać Griffina przed rezygnacją z pracy w zoo, są w stanie zrobić wszystko i postanawiają nauczyć go zasad zalotów – w zwierzęcym stylu. To może się Griffinowi przydać, bo nowym obiektem jego uczuć staje się Kate (Rosario Dawson), lekarka weterynarii, specjalizująca się w leczeniu orłów.

## Wersja polska
- Opracowanie wersji polskiej: Start International Polska
- Reżyseria: Elżbieta Kopocińska
- Dialogi polskie: Anna Niedźwiecka
- Dźwięk i montaż: Michał Skarżyński
- Kierownictwo produkcji: Dorota Nyczek
- W wersji polskiej udział wzięli:

- Jacek Król – Griffin
- Izabella Bukowska – Stephanie
- Joanna Węgrzynowska – Katie
- Jacek Kopczyński – Dave
- Mariusz Siudziński – Gale
- Jarosław Domin – Venom
- Paweł Ciołkosz – Shane
- Miłogost Reczek – Goryl Bernie
- Grzegorz Pawlak – Lew Joe
- Monika Szalaty – Lwica
- Jarosław Boberek – Małpa Donald
- Paweł Szczesny – Słoń Barry
- Janusz Wituch – Miś 1
- Tomasz Borkowski – Miś 2
- Jacek Radziński – Wilk
- Anna Sztejner – Żyrafa

- W pozostałych rolach:

- Joanna Pach
- Aleksander Mikołajczak
- Jakub Szydłowski
- Klementyna Umer
- Dariusz Błażejewski
- Dorota Ignatjew
- Mikołaj Klimek
- Maciej Kowalik
- Jan Kulczycki
- Cezary Kwieciński
- Małgorzata Sadowska
- Ewa Serwa
- Ksawery Szlenkier
- Brygida Turowska
- Kajetan Lewandowski
- Julia Kunikowska
- Maja Sadowska
- Miłosz Konkel

## Zdjęcia
Zdjęcia do filmu realizowane były na terenie amerykańskich stanów Massachusetts i Nowy Jork.